# Béat Louis de Muralt
Béat Louis de Muralt, of in het Duits Beat Ludwig von Muralt (Bern, 9 januari 1665 – Colombier, 20 november 1749) was een Zwitsers stadsaristocraat van Bern, alsook schrijver en piëtist in Colombier in het vorstendom Neuchâtel.

## Familie

Wapenschild familie de Muralt, Bernse tak

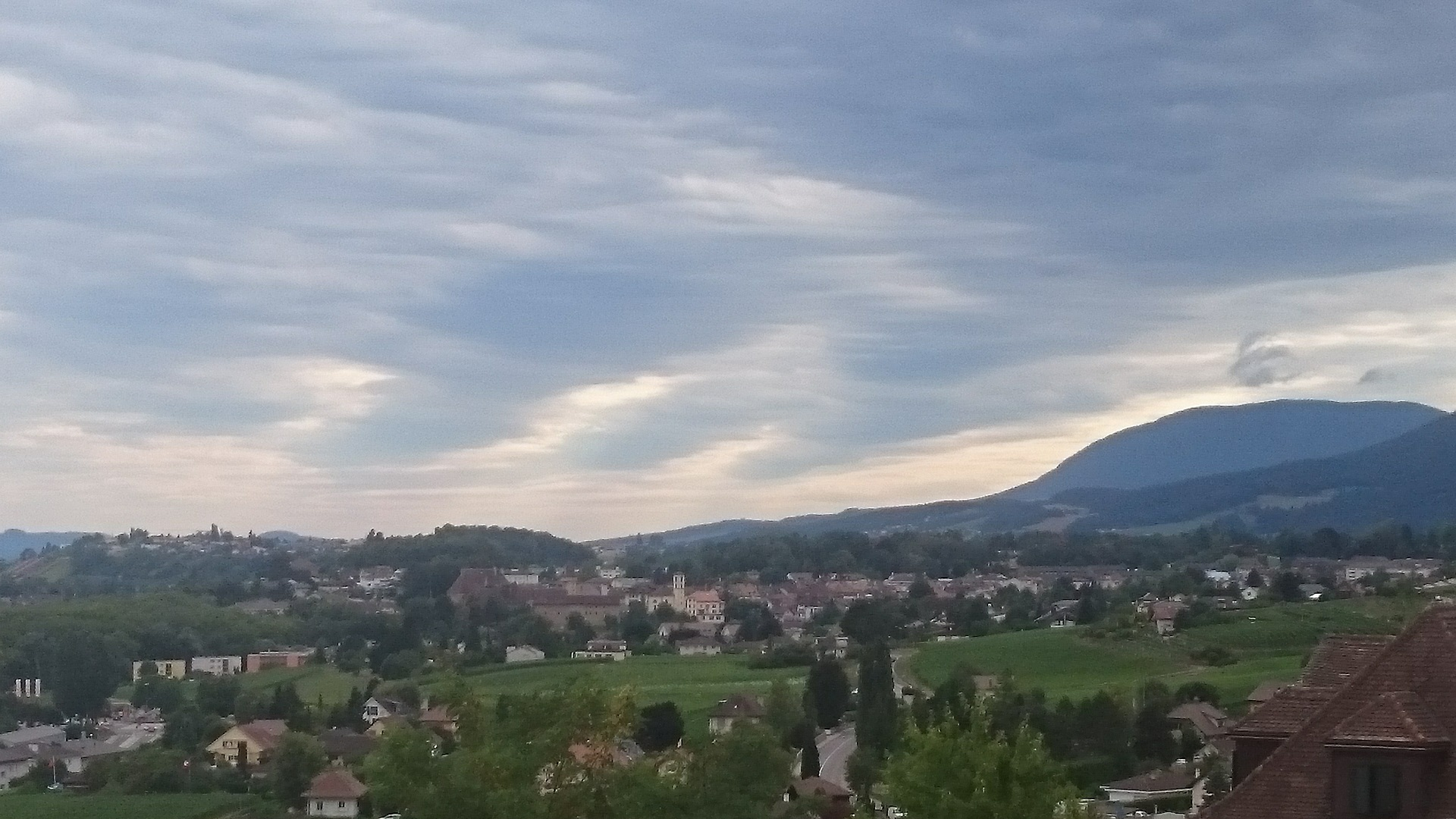
Colombier, kanton Neuchâtel

Zijn familie stamde af van edellieden in Locarno, een Zwitserse stad in het Heilige Roomse Rijk. Zij ontvluchtten Locarno in de 16e eeuw omwille van hun protestantse ideeën en verwierven het burgerrecht van de stad Bern. Ze behoorden tot de stadsaristocratie van Bern. De ouders van Muralt waren Franz Ludwig von Muralt, een Zwitserse garde in de dogestad Venetië, brigadegeneraal van de Franse koning alsook lid van de Grote Raad, en Salome Sturler.
Muralt huwde tweemaal. In 1699 huwde hij met Margarete von Wattenwyl (1678-1732), dochter van de heer van Oberdiessbach. Muralt hertrouwde in 1737 met Anna Cleopha Rahn (1712-1741) uit Zürich.
Een kleinzoon van Muralt was Charles-Emmanuel de Charrière. Deze laatste huwde met Belle van Zuylen in 1771, die een literaire kring stichtte in het kanton Neuchâtel in hetzelfde huis waar Béat Louis de Muralt gewoond had.

## Levensloop
Van 1681 tot 1690 studeerde en woonde Muralt in Genève. Hij behaalde er de diploma’s rechten en gereformeerde theologie. Deze Duitstalige perfectioneerde in Genève zijn kennis van de Franse taal.
Eenmaal afgestudeerd emigreerde Muralt naar het koninkrijk Frankrijk. Hij werd kapitein van de Zwitserse garde in het kasteel van Versailles (1690). Een militaire carrière lag hem niet. Hij reisde door naar de Verenigde Provincies en Londen in de jaren 1694-1695. Hij reisde samen met zijn broer Franz-Ludwig. In deze periode haalde hij inspiratie voor zijn filosofisch-literair werk: Lettres sur les Anglais et sur les Français; dit werk werd pas in 1725 in Parijs in boekvorm gepubliceerd. Hij betoogde er dat de Engelsen een voldoende graad van liberale ideeën bezaten doch dat de Fransen een oppervlakkige mentaliteit hadden. Dit betekende dat individuen niet te veel reisden en zo verloren ze hun ‘zuivere volksmentaliteit’. Hij was een aanhanger van de ‘zuiverste Zwitserse’ mentaliteit, want deze stond dicht bij God en was wars van vorstelijke en klerikale bemoeienissen. Hij zag de oplossing in het raadplegen van de ‘parole intérieure’ of het geweten.
Via Frankrijk keerde Muralt terug naar Bern in 1698. Hier huwde Muralt voor de eerste keer in 1699. Muralt hield zich bezig met de uitwerking van zijn piëtistische ideeën. Dit bracht hem in conflict met Kantonnale Kerk van Bern. Muralt bleef weg van de kerkdiensten. Dit leidde naar een gerechtelijke veroordeling voor geloofsafvalligheid in 1701.
Muralt en zijn familie werden verbannen uit het kanton Bern (1701). Ze trokken eerst naar Genève doch daar stoorden zijn uitspraken over piëtisme de theologen. Het gezin verhuisde naar Colombier, een dorp gelegen in het kanton Neuchâtel dat door Pruisen bestuurd werd. Hier installeerde Muralt zich in een villa dat eigendom was van zijn echtgenote. Muralt leefde teruggetrokken in Colombier en correspondeerde met filosofen en theologen. Na de dood van zijn vrouw in 1732 hertrouwde hij in 1737. Muralts filosofische ideeën werden mystiek van aard en hij bewoog zich in kringen van ‘Inspirirten’ die als een sekte werden aanzien. Zijn brieven, geschreven in het Frans, werden vertaald naar het Duits en het Engels. Hij stierf in zijn villa in Colombier in 1749.

## Postuum
Marivaux en Voltaire citeerden Muralt wanneer deze het had over het geweten en over kenmerken van volkeren. Brieven van Muralt waren bekend bij andere filosofen en schrijvers van de Verlichting: Jean-Jacques Rousseau, Albrecht von Haller, Johann Jakob Bodmer, Johann Christoph Gottsched, Johann Gottfried Herder en Gotthold Ephraim Lessing.